# زراعة وعزل الفيروسات
تعتبر الفيروسات (الحمات) طفيليات إجبارية لإنها لا تتكاثر إلا داخل خلايا حية، وبالرغم من نجاح بعض التجارب باستخدام أوساط غذائية وعوامل مستمدة من الخلية الحية في تكثير الحامض النووي لبعض العاثيات أو ترجمة الحامض النووي للفيروس إلى البروتين في أنبوبة اختبار. ولهذا السبب يجب للأغراض التجريبية تكثير الفيروس المطلوب في كائنات حية تجريبية أو في خلايا حية تنمو على وسط غذائي غير حي. ونذكر فيما يلي بعض الطرق المستخدمة لزرع وتكثير الفيروس في المختبر:

## أولا: الخلايا الحيوانية المزروعة Animal Cellular Culture
بدأت زراعة الخلايا الحيوانية في المختبر منذ أكثر من نصف قرن وكانت أكبر عقبة أمامها هي تلوثها بالأحياء المجهرية. وبعد اكتشاف وتطور المضادات الحيوية أصبحت زراعة الخلايا عملية روتينية في بعض المختبرات. ومع ذلك فإن الاحتياطات والعمل تحت ظروف صحية لمنع التلوث لم تزل ضرورية وقد أصبح بالإمكان التغلب على مشاكل التلوث بالبكتيريا (بالجراثيم) والمايكوبلازما والفطريات وإنماء أنواع من الخلايا الحيوانية ولعدة أجيال في أنبوبة اختبار. وبعد سنة 1949 حين نجحت تجربة تكثير فيروس الشلل (حمة التهاب السنجابية)Polio virus في خلايا غير عصبية مزروعة في وسط غذائي تمت زراعة وتكثير فيروسات كثيرة أخرى. وبواسطة هذه الطريقة اُكْتُشِفَت عدد من الفيروسات مثل Echo viruses وRhino viruses  كما كانت عملية تكثير وتحضير اللقاحات الفعالة ضد فيروسات مثل الشلل والحصبة وغيرها. وقد ساعدت هذه الطريقة على تفهم واكتشاف خطوات كيمياء حياتية دقيقة في مراحل نمو وتكاثر الفيروس (الحمة) في الخلية. وهناك مصادر عديدة ومجالات متخصصة في دراسات نمو وتكاثر الفيروس في الخلية النامية على وسط غذائي في المختبر.
تحتوي الأوساط الغذائية المستعملة لزرع الخلايا على مواد كيميائية محددة مثل الأملاح والجلكوز والفيتامينات وأحماض أمينية معروفة إضافة إلى عوامل غير معروفة التركيب مثل مصل الدم والتي تحتاج إليها الخلايا أثناء نموها. تحلل هذه المواد في محلول بدرجة الأس الهيدروجيني أ س ها pH7.4 وضغط أسموزي مساوي لضغط الخلايا النامية فيه. كما تضاف مضادات حياتية لمنع نمو البكتيريا والفطريات والمايكوبلازما إلى المحلول الغذائي وقد حُضِّرَت أوساط غذائية مختلفة يعرف كل منها حسب الباحث الذي حضره لأول مره مثل محلول أيكل Eagle medium وغيره من الأوساط الغذائية وتتبع ثلاثة طرق للحصول على خلايا حيوانية حية في أنبوبة اختبار (أي في الزجاج) في المختبر وهي:

### 1- زراعة الأعضاء Organ culture
يؤخذ عضو بكامله من الجنين في مراحل نموه الأولى وبدقة كبيرة مثل العين أو السن أو أحد الغدد ويوضع في محلول ملائم ويترك للنمو والتكامل وحدوث التخصص كما يحصل في الحيوان بصورة طبيعية. وبهذه الطريقة يمكن مراقبة تطور العضو من قبل الباحث لعدة أيام وربما لعدة أسابيع ويمكن أن تستخدم هذه المزرعة لتكثير بعض الفيروسات ودراسة تأثيرها على العضو المدروس والتي يصعب دراستها في مزارع أخرى.

### 2- زراعة الأنسجة Tissue culture
تؤخذ قطع صغيرة من أنسجة معينة من أحد أعضاء الحيوان الكامل أو الجنين وتوضع في وسط ملائم للنمو فتكون مستعمرات نسيجية نامية وقد تستمر الخلايا فيها أداء وظيفتها الطبيعية الأساسية والاحتفاظ بشكلها لعدة أيام أو أسابيع. ويمكن مشاهدتها ومراقبتها من قبل الباحث.
وقد بدأت زراعة الأنسجة الحيوانية بهذه الطريقة وأصبح مفهوم الزراعة النسيجية Tissue culture في بعض المصادر يعني كل أنواع وطرق زراعة الخلايا دون تمييز. ولذلك يجب الإشارة إلى الطريقة المستخدمة لإنماء الخلايا الحية.

### 3- مزرعة خلوية Cell culture
تفتت قطع الأنسجة الصغيرة المعزولة من الحيوان إلى خلايا منفردة أو تجمعات صغيرة لخلايا منفردة بواسطة التقطيع الميكانيكي ثم بواسطة الأنزيمات المحللة للبروتين مثل أنزيم (خميرة) التربسين تربسن بعد ذلك تغسل وتجمع وتحسب عدد الخلايا في المحلول ثم تخفف في محلول وتترك لتسكن فوق سطح مستوي مثل قاعدة صحن بتري أو أواني بلاستيكية خاصة.
تلتصق هذه الخلايا بالسطح وتحت ظروف ملائمة تنقسم بحوالي مرة واحدة يوميا إلى أن تكون طبقة واحدة من الخلايا تغطي السطح وتسمى مزرعة خلوية أحادية الطبقةMonolayer cell culture  يمكن تلقيح هذه الطبقة من الخلايا بالفيروسات التي تصيبها ومشاهدة التأثيرات المرضية فيها وكذلك تقدير تركيز الفيروس في المحلول. إضافة إلى هذه الطريقة يمكن جعل الخلايا المنفردة تنمو وتتكاثر داخل المحلول بدون تكوين طبقة وتسمى في هذه الحالة مزرعة خلايا معلقة Suspended cell culture وتستخدم لتكثير الفيروس أو لدراسات كيمياء حيوية لمراحل تكاثر الفيروس في الخلية. ومن حيث نوع الخلايا النامية في طبقة واحدة يمكن تمييز نوعين أولهما ظهاري Epithelial والثاني أرومة ليفية خلية ليفية يافعة أما من حيث مرحلة العزل والزرع وتجانس الخلايا في المزرعة وتخصصها وقابليتها على الانقسام يمكن تمييز الأنواع التالية من المزارع الخلوية.

#### 1-	مزرعة مبتدئة للخلايا Primary cell culture
وهي المزرعة الخلوية الناتجة من نمو خلايا مستمدة مباشرة من الحيوان الحي. وبعد نموها تستخدم خلايا هذه المزرعة لتكوين مزارع خلوية ثانوية أو مزارع خلوية مستمرة النمو.
وتتألف هذه المزرعة من عدة أنواع من الخلايا ولكنها تحتفظ بشكلها الطبيعي وفعاليتها الفسلجية الطبيعية وعدد الكروموسومات للخلية وتستطيع معظمها أن تولد عددا محدودا من الخلايا الجديدة قد يصل إلى عشرة أجيال. تستطيع هذه الخلايا أن تعيق نمو وتكاثر عدد كبير من الفيروسات وكذلك تستخدم لتحضير اللقاحات ضد الفيروسات. تستمد خلايا هذه المزرعة من كلية القرود ومن كلية أجنة الإنسان ومن أجنة الدجاج والفئران وغيرها من الأعضاء والحيوانات.

#### 2-	المزرعة (الثانوية) للخلايا الاعتيادية Diploid cell strain
تتألف هذه المزرعة من نوع واحد تقريبا من الخلايا وتحتفظ 75٪ منها على الأقل بنفس العدد الزوجي من الكروموسومات الموجودة أصلا في خلايا الحيوان المستخدم. وتستطيع هذه الخلايا أن تنقسم بحوالي مئة مرة قبل أن تموت. تستخدم هذه المزرعة أيضا لتشخيص الفيروسات وتحضير اللقاحات المختلفة.

#### 3-	مزرعة الخلايا مستمرة النمو Continuous cell line
تتألف هذه المزرعة من نوع واحد من الخلايا التي تستطيع أن تتكاثر وتجدد زرعها باستمرار دون أن تموت. تنشأ مثل هذه الخلايا من الأنسجة السرطانية أو بنتيجة تحولTransformation تحدث في الخلايا المزروعة تفقدها شكلها الطبيعي والقابليات كيمياء حيوية المتخصصة فيها وبذلك تفقد تخصصها الأصلي وتكتسب تخصصا جديدا أو تعيد تخصصهاDedifferentiation في مزايا أخرى مثل قابلية الاستمرار في الانقسام والنمو في وسط غذائي ملائم.
الخلايا المستمرة التكاثر المعروفة مثل  هيلا Hela cell line مشتقة أصلا من أنسجة سرطانية في الإنسان وهنالك خلايا شائعة أخرى من هذا النوع ومستمدة من الحيوانات. يمكن الحصول على مثل هذه الخلايا (ثم تجديدها في المختبر) من مصادر متنوعة وموثوقة مثل American type culture collection التي تحفظ هذه الخلايا في مجمدات خاصة وتفحصها للتأكد من خلوها من الفيروسات والمايكوبلازما. ومن المزايا المهمة لهذا النوع من الخلايا هو إمكان تكثيرها بصورة مستمرة وذلك بإعادة زرعها في فترات منتظمة. تحتفظ هذه الخلايا بحيويتها عدة سنوات بعدما تعلق في الجليسرول glycerol  أو في دايمثيل سولفوكسايد Dimethylsulfoxide وتحفظ في درجات حرارة 70ـ196 تحت الصفر المئوي. ونظرا لحدوث بعض التغييرات أثناء استمرار تجديدها يصبح من الضروري لغرض الدراسات الطويلة الأمد أن تخزن عينات من الخلايا الأصلية وتستخدم كلما دعت الحاجة إلى مزارع جديدة وإتلاف المزرعة القديمة وعدم تجديدها.
ومن المهم أن يلائم نوع الخلية نمو الفيروس والغرض من التجربة. تتكاثر بعض الفيروسات في أي نوع كان من الخلايا بينما تحتاج بعض الفيروسات إلى أنواع معينة من الخلايا. وتخدم المزارع الخلوية ثلاثة أهداف رئيسية:
1. دراسة التأثيرات المرضية الخلوية الظاهرية التي يسببها الفيروس تأثير الاعتلال الخلوي وكذلك تقدير تركيز الفيروس. وعادة تستخدم الخلايا النامية بشكل طبقة واحدة من النمو طبقة أحادية.

1. إنتاج اللقاحات وهنا توضح الأهمية على كمية الفيروس التي تنتج في المزرعة الخلوية.

1. دراسات كيمياء حيوية بحته ولهذه الغاية يستخدم معظم الباحثون الخلايا المستمرة النمو بشكل خلايا معلقة في محلول Suspended cell culture وقد تستخدم نفس هذه الخلايا في مزرعة أحادية الطبقة لغرض تقدير تركيز فعالية الفيروس في مراحل معينة من الدراسة.[1]

### التأثيرات المرضية في المزرعة الخلوية Cyto pathogenic effects
يؤدي تكاثر الفيروس في الخلية أما إلى موتها أو إلى تغييرات فسلجية أو شكلية ظاهرة بالعين المجردة أو بوسائل فحص أخرى. وتنتشر الجسيمات الفيروسية المتكونة من خلية مصابة إلى خلية مجاورة لها وبهذا يتوضح تأثيرها في المزرعة الخلوية أحادية الطبقة Monolayer cell culture  وتسمى هذه بالتأثيرات المرضية الخلوية تأثير الاعتلال الخلوي ويوصف الفيروس بكونه مسببا مرضيا خلويا Cytopathogenic ويمكن ملاحظة معظم التأثيرات المرضية الخلوية في المزارع أحادية الطبقة بواسطة المجهر الضوئي بعد صبغ هذه الخلايا أو بدون صبغها وتثبيتها.

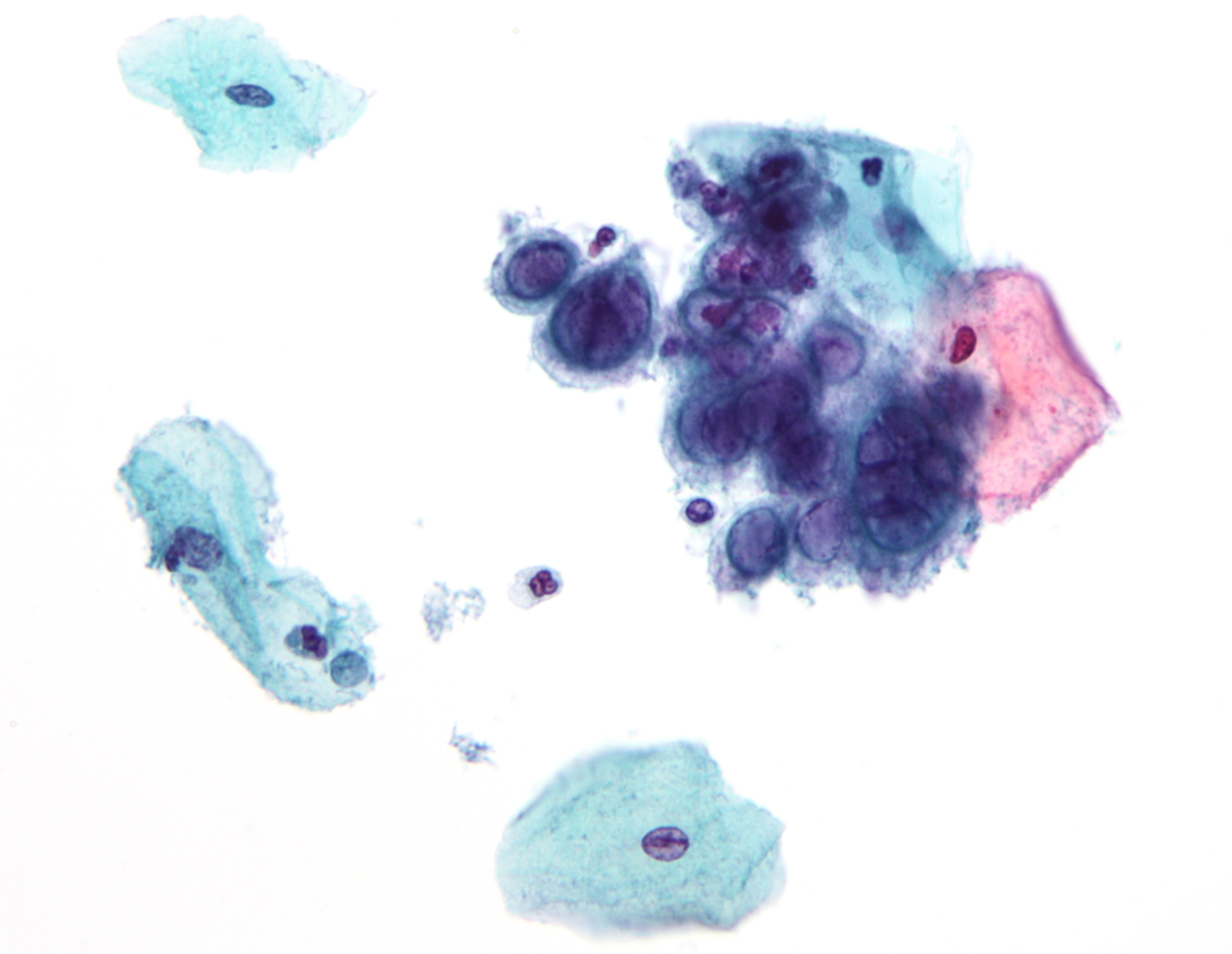
التأثيرات المرضية لفيروس الهربس في المزرعة الخلوية

### البيضة المجننة Embryonated eggs
ابتدعت طريقة زراعة الفيروسات في الجنين النامي في بيضة الدجاج في سنة 1931 وطُوِّرَت فيما بعد واستخدمت بكثرة إلى بداية الخمسينات حين تطورت طريقة المزرعة الخلوية ويزرع الفيروس في خلايا إحدى الأغشية الجنينية مثل السلبي Amnion  أو كيس المح Yolk sack أو المشيمة Chorion. تلقيح البيضات المخصبة بعد حضانتها لمدة 5ـ14 يوما في المفقسة حسب عمر الجنين ونوع الفيروس المرغوب. تفحص البيضة أمام مصدر ضوء لمشاهدة الجنين داخل البيضة والتأكد من حيويتها. تثقب القشرة ويحقن الفيروس في السائل المغذي للغشاء أو يوضع المحلول الفيروس على الغشاء المرغوب. تعاد البيضة إلى الحضانة وبعدها لمدة 2-5 أيام يمكن ملاحظة النمو الفيروسي بالأعراض الظاهرة في الجنين أو بواسطة فحص السوائل الجنينية وتقدير تركيز الفيروس فيها. ويوضح  الجدول (1) بعض هذه النتائج. لا تستخدم الأجنة في الوقت الحاضر لزرع الفيروس إلا قليلا. ولكنها لا تزال الطريقة المفضلة لبعض الفيروسات وحسب الغاية من زراعتها. فمثلا تزرع فيروسات الأنفلونزا وأينو الطيور (حمة غدانية طيري Avian adenovirus ) في اللقانقي Allantois بسبب وفرة الإنتاج فيها. وتستخدم هذه الطريقة لهذه الفيروسات لإنتاج اللقاحات المضادة ولأجراء الأبحاث الكيمياء حيوية..
- جدول (1): نمو الفيروسات في البيضة المجننة

| الموقع أو الغشاء     | الفيروسات                                                           | دلائل لنمو الفيروس                                                      |
| -------------------- | ------------------------------------------------------------------- | ----------------------------------------------------------------------- |
| كيس المح (Yolk sac)  | هيربس سيمبلكس (حمه الحلأ)                                           | موت الجنين                                                              |
| المشيمة (Chorion)    | 1- هيربس سيمبلكس (حمه الحلأ).2- الجدري. 3- راووس ساركوما (غرن راوس) | 1- بثرات 2-بثرات 3- بثرات                                               |
| اللقائقي (Allantois) | 1- انفلونزا. 2- نكاف. 3- مرض نيوكاسل. 4- ادينو الطيور               | 1- تجمع كريات الدم الحمراء. 2- موت الجنين. 3- موت الجنين. 4- موت الجنين |
| السلى (Amnion)       | 1-انفلونزا. 2- نكاف                                                 | 1- تجمع كريات الدم الحمراء. 2- موت الجنين.                              |

- Allantios: بسبب وفرة الإنتاج فيها، وتستخدم هذه الطريقة لهذه الفيروسات لأنتاج اللقاحات المضادة ولأجراء الأبحاث الكيمياء حيوية.

### حيوانات المختبر Lab animals
نظرا لتوفر الطرق الأخرى المذكورة أعلاه لم يعد أحد يستعمل الحيوانات في المختبرات إلا نادرا وفي الحلات الضرورية. أكثر ما تستعمل في هذه الطريقة هي الفئران الرضيعةSuckling miceوذلك لزراعة وعزل وفحص تأثير فيروسات كثيرة.
وتستخدم القرود لدراسة بعض الفيروسات التي تصيب الإنسان مثل مسبب مرض كورو Kuru agentوحمة التهاب الكبد Hepatitisالتي لا تصيب حيوانات أخرى ولا تنمو في مزارع خلوية. كما تستخدم حيوانات الهامستر Hamster بكثرة في دراسة الفيروسات المسببة للتورمات لأنها شديدة الإصابة بهذه الأنواع الفيروسية حيث أن المصل المستخلص من الحيوانات الملقحة يعتبر مادة ثمينة لاحتوائها على الأضداد المستخدمة في التجارب المصلية والدراسات المتعلقة بكيفية حدوث المرض والمناعة وتتطلب تلقيح حيوانات حية قابلة للأصابة مثل القرود والارانب والفئران وغيرها.

## ثانيا: الفيروسات النباتية Plant viruses

### 1- النباتات الكاملة أو أجزاء منها Apart on whole
أن تكثير وأنماء النباتات للأغراض التجريبية أسهل بكثير من إنماء الحيوانات. وعادة تستخدم الغرف الزجاجية المكيفة الهواء والأضاءة لتربية النباتات الكاملة واستخدامها لدراسة الفيروسات وهناك غرف إنماء خاصة Phytotrons and growing chambers .
يمكن التحكم فيها بدقة على درجات الحرارة والإضاءة ولفترات تحدد أوتوماتيكيا. تُلَقَّح النباتات بالفيروس بإحدى الطرق الكفيلة بأحداث الإصابة وأبسطها مسح عصارة نبات مصاب على أوراق نبات سليم ثم يترك النبات لتطور المرض وظهور الأعراض المرضية فيها أو حسب رغبة الباحث.

### 2- المزارع الخلوية النباتية Phyto-cellular culture
تتوفر في الوقت الحاضر مزارع خلوية نباتية أحادية الطبقة كما تمكن الباحثون من الحصول على خلايا نباتية منفردة بدون جدار نامية في محلول محضر لهذا الغرض حيث يمكن استخدامها لدراسة الفيروسات وطرقة الحصول على مثل هذه المزارع تتلخص فيما يلي:
تؤخذ ورقة النبات ثم تغسل ويعقم سطحها الخارجي وتزال البشرة ميكانيكيا ثم تحلل في محلول مشبع بالأنزيم (الخميرة) Macerozyme لتفتيت النسيج إلى خلايا منفردة ثم تعامل هذه الخلايا بالإنزيم سيليوليز Cellulase المكسر للسيلولوز لجدار الخلية وبذلك يزال الجدار الخلوي ويبقى البروتوبلاست بشكل كرات منفردة في المحلول ومن الضروري الحقاظ على تركيز المحلول الخارجي على أن يساوي التركيز الإسموزي للخلية ذلك لأن نقصان تركيز المحلول قد يؤدي إلى انفجار الخلية وزيادة التركيز يؤدي إلى انكماشها.
تبقح هذه الخلايا بالفيروس وذلك بمزج محلول الفيروس الكامل أو محلول الحامض النووي المعزول منه مع المحلول الحاوي على البروتوبلاست. ويمكن متابعة نمو الفيروس في الخلية باللجوء إلى إحدى الطرق المستخدمة لتقدير تركيز الفيروس في المحلول بعد كسر البروتوبلاست أو بواسطة استخدام الأجسام المضادة الملونة بالفلوروسين.

### 3-المزارع الخلوية من الحشرات الناقلة للفيروس Cellular cultures from Insect vectors
لقد أظهرت دراسات متعددة أن عددا من الفيروسات التي تسبب أمراضا في النبات تصيب وتتكاثر في الحشرات الناقلة لهذه الفيروسات.

## ثالثا: العاثيات Bacteriophages
تنمو البكتيريا(الجراثيم) اعتياديا بشكل خلايا منفردة أو تجمعات صغيرة للخلايا في محلول أو على وسط متصلب مغذي. يؤدي تكاثر الفيروس في الخلية الجرثومية في معظم الأحيان إلى تفتت الخلية وفي حالات أخرى تبقى الخلية سليمة وتنتج الفيروس الذي يخرج إلى خارج الخلية. ولإظهار تكاثر الفيروس في الخلية البكتيرية تتبع إحدى الطرق التالية:

### 1-إحداث الثغرات Plaques enhancement
يوضع حوالي ثلاثة مللتر من محلول الأكر المغذي السائل في أنبوبة اختبار وتمزج معه عدة قطرات من محلول الفيروس والسائل الحاوي على عدد كبير من خلايا السلالة النقية من البكتيريا القابلة للإصابة بالفيروس وبعمر حوالي 24 ساعة بعد ذلك مباشرة تصب محتويات الأنبوبة على وسط غذائي متصلب بالأكر في طبق بيتري. تنمو الجراثيم بغزارة فوق سطح الأكر مشكلا طبقة كثيفة من النمو عدا المواقع التي حدثت فيها إصابة الجرثومة بالفيروس. حيث تظهر بوضوح للعين المجردة خلو النمو الجرثومي فيها بسبب تحلل الخلايا الجرثومية المصابة بالفيروس. هذه البقع الخالية تسمى بالثغرات Plagues .

### 2- تصفية النمو العكر في محلول Clearing of turbidity
يضاف محلول الفيروس إلى مزرعة جرثومية عكرة في محلول مغذي (بروث) وللمقارنة يضاف المحلول المغذي بدون الفيروس إلى مزرعة مشابهة وتحضن. وبعد يوم أو يومين يلاحظ أن الفيروس أدى إلى تقليل عدد الخلايا البكتيرية في المزرعة بليل صفاء أو قلة العكورة في المحلول مقارنة بزيادة العكورة والنمو البكتيري في المزرعة التي أضيف إليها الماء. ويمكن ملاحظة زيادة تركيز الفيروس في المزرعة البكتيرية الملقحة باتباع طرق خاصة لتقدير تركيز الفيروس.

## وصلات إضافية
- Viral Immunodiagnostics and Viral Culture